# Gerygone flavolateralis

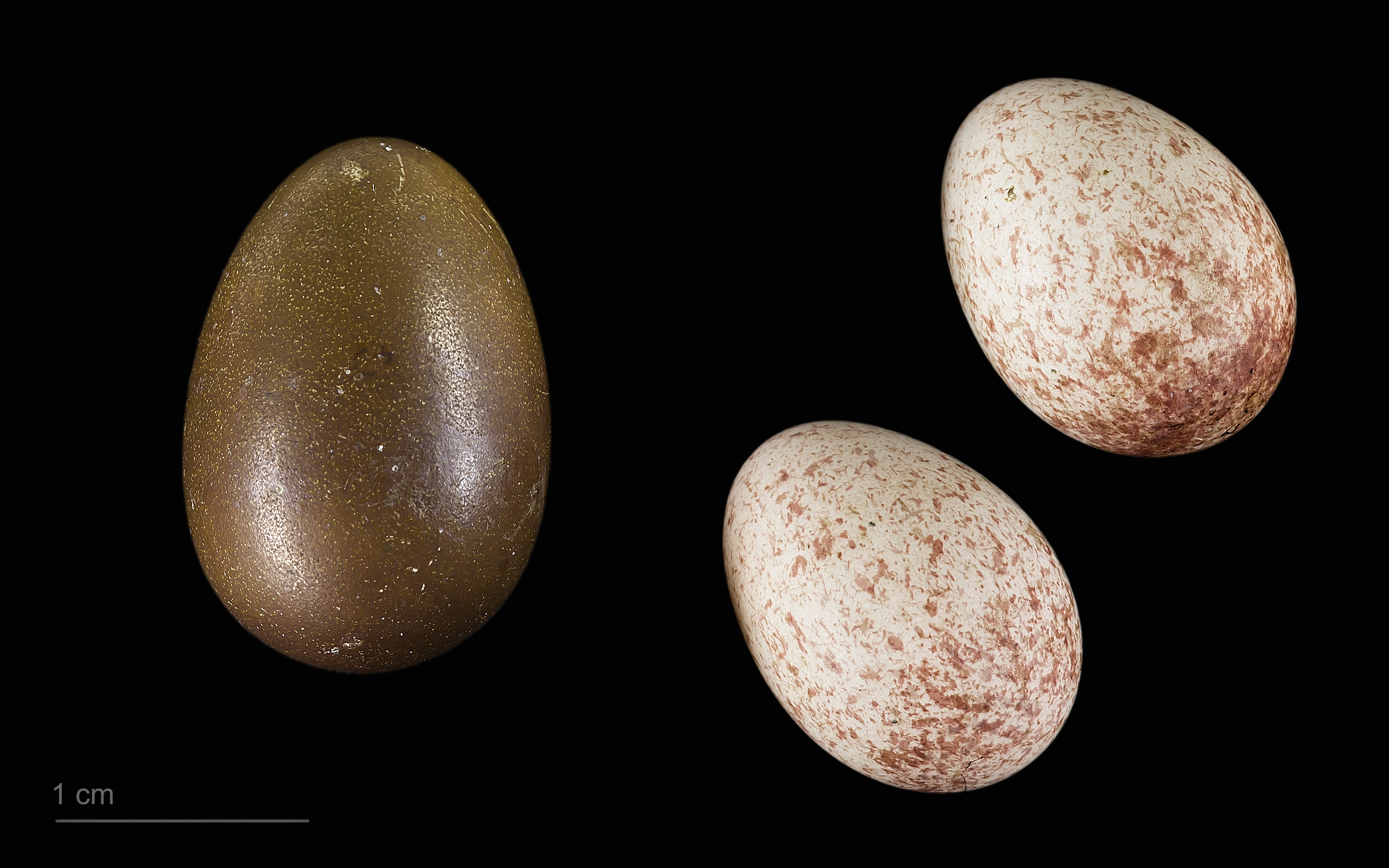
Chrysococcyx lucidus em um ninho de Gerygone flavolateralis - MHNT

Gerygone flavolateralis é uma espécie de ave da família Pardalotidae.
Pode ser encontrada nos seguintes países: Nova Caledónia, Ilhas Salomão e Vanuatu.